# Basilica dello Spirito Santo
La basilica dello Spirito Santo è una basilica di Napoli, sita in piazza Sette Settembre, lungo via Toledo, di fronte a palazzo Doria d'Angri.

## Storia
Nel 1562 fu edificata nell'area in cui insisteva il palazzo del duca di Monteleone una piccola chiesa annessa a due conservatori musicali collocati ai lati della stessa, uno nato dalle congreghe dei Bianchi (Real Compagnia ed Arciconfraternita dei Bianchi dello Spirito Santo), l'altro da quello dei Verdi: così erano chiamate le confraternite per via degli abiti indossati dalle alunne ospitate, dove in un complesso erano le povere della città e nell'altro le figlie delle prostitute. 
Tra il 1572 e il 1576 furono eseguiti lavori di ampliamento a tutto il complesso sotto la direzione di Pignaloso Cafaro e Giovanni Vincenzo Della Monica. In quest'occasione il plesso conventuale che ospitava la congrega dei Bianchi, del quale rimane superstite solo l'oratorio omonimo, venne inglobato nel corpo di fabbrica della chiesa, che intanto aumentò drasticamente le sue dimensioni.

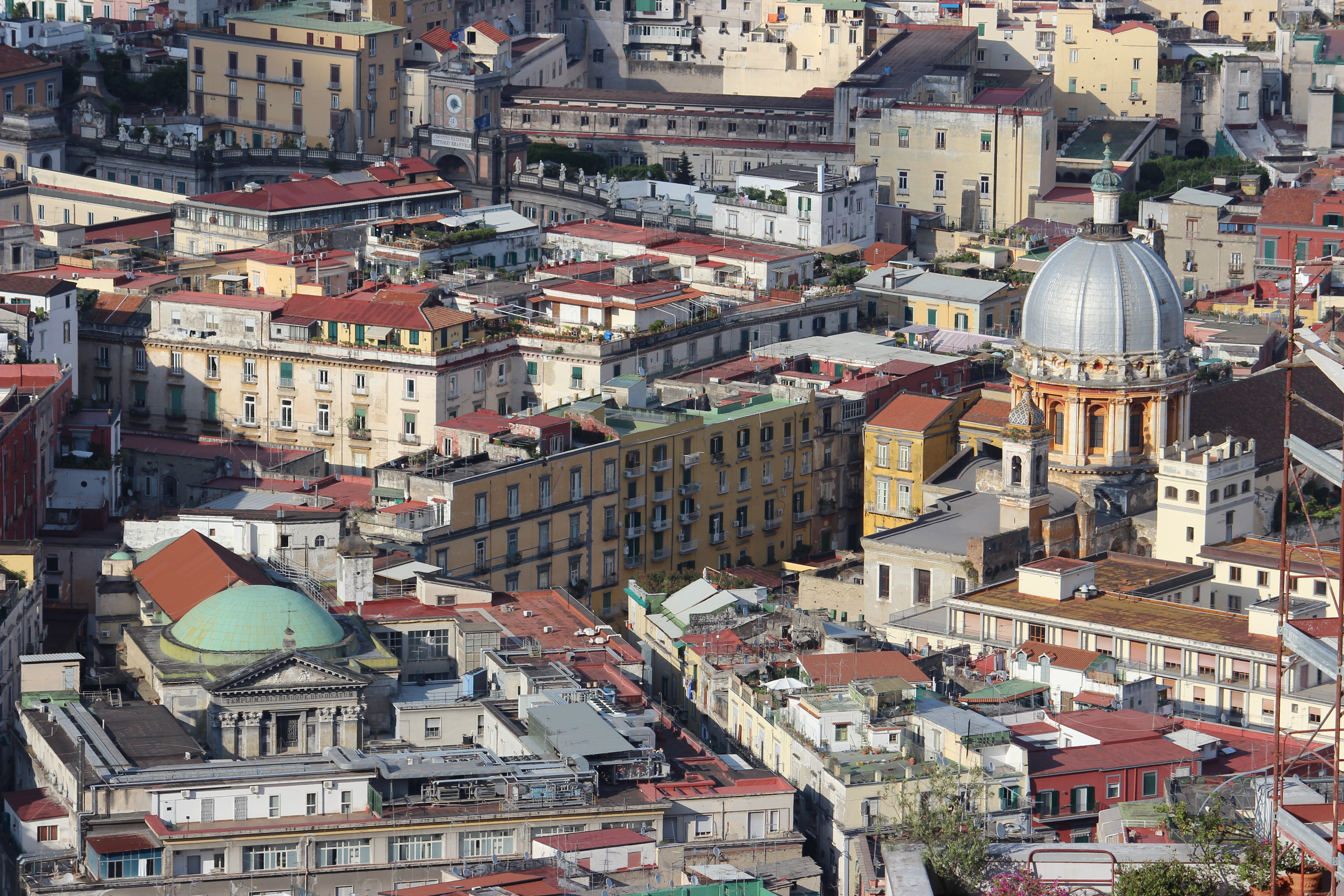
La cupola della basilica vista dalla Certosa di San Martino (cupola a tamburo più alta della città, portando l'altezza della basilica a oltre 70 metri)

Nel 1748 Nicola Tagliacozzi Canale disegnò la sacrestia e nel 1754 Luigi Vanvitelli scelse per i rifacimenti della chiesa, fra quattro progetti, quello di Mario Gioffredo che venne però iniziato solo nel 1758. Il progetto del Gioffredo mirava alla conservazione dei portali seicenteschi del convento e della basilica e alle sue cappelle laterali, risalenti al Cinquecento, mentre rinnovava l'invaso centrale, con la costruzione di una cupola più alta in grado di illuminare la navata. I lavori vennero ultimati nel 1775 venendo infatti rilevato l'edificio, insieme al conservatorio e al convento, nella mappa del Duca di Noja dello stesso anno; il raffronto della cartografia con quella del secolo successivo mette in evidenzia un'area non completamente edificata, come invece risulta nella pianta dello Schiavoni, dove si notano nuovi fabbricati attorno al convento.
Nel 1929 furono condotti i restauri riguardanti la chiesa. Nel dopoguerra il convento fu demolito parzialmente e rifatto da Marcello Canino, alterando il rapporto tra preesistenze e nuove edificazioni. Nel 1990 furono condotti ulteriori restauri sia nella chiesa che nei locali annessi a seguito del terremoto dell'Irpinia del 1980.
È stata donata in occasione della riapertura alla comunità del Rinnovamento carismatico cattolico, chiamata Comunità Gesù Risorto.

## Descrizione

### Esterno
L'esterno della chiesa si caratterizza per una facciata barocca sobria e imponente, dal cui corpo di fabbrica si eleva una delle più grandi ed eleganti cupole della città. A sinistra della facciata è il palazzo del Conservatorio dello Spirito Santo, dove permangono come elementi originali dell'architettura il monumentale portale barocco, il cortile interno e l'oratorio della Confraternita dei Verdi sulla destra, dove sopra l'altare è collocata una Natività tradizionalmente propagandata come del Farelli, ma in realtà attribuibile a Paolo De Matteis. A destra della chiesa rimane superstite invece sul vico che si snoda laterale all'edificio, l'Oratorio della Confraternita dei Bianchi dello Spirito Santo, dove sull'altare maggiore è una Maestà d'Ognissanti di Girolamo Imparato.

### Interno

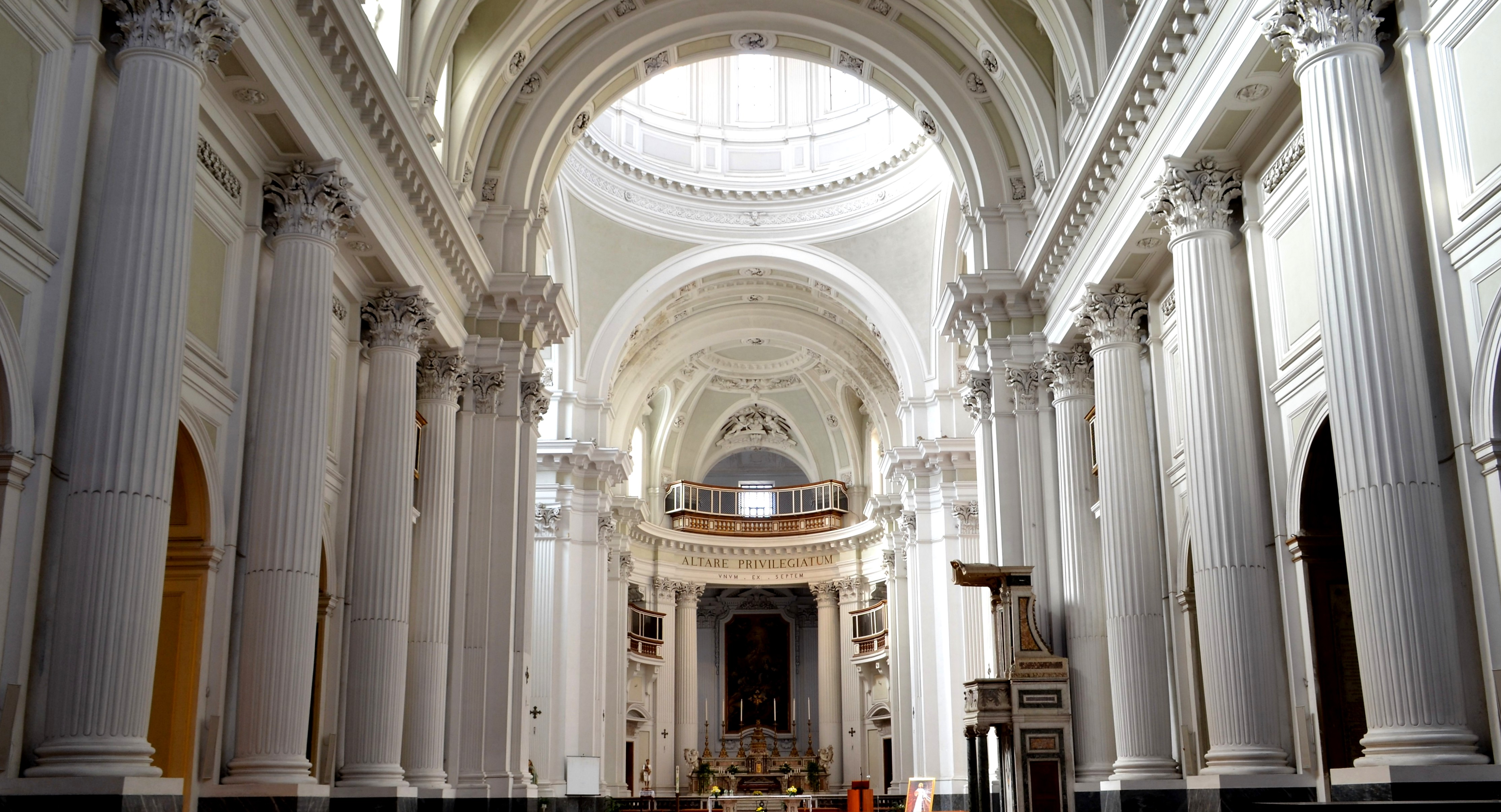
L'interno

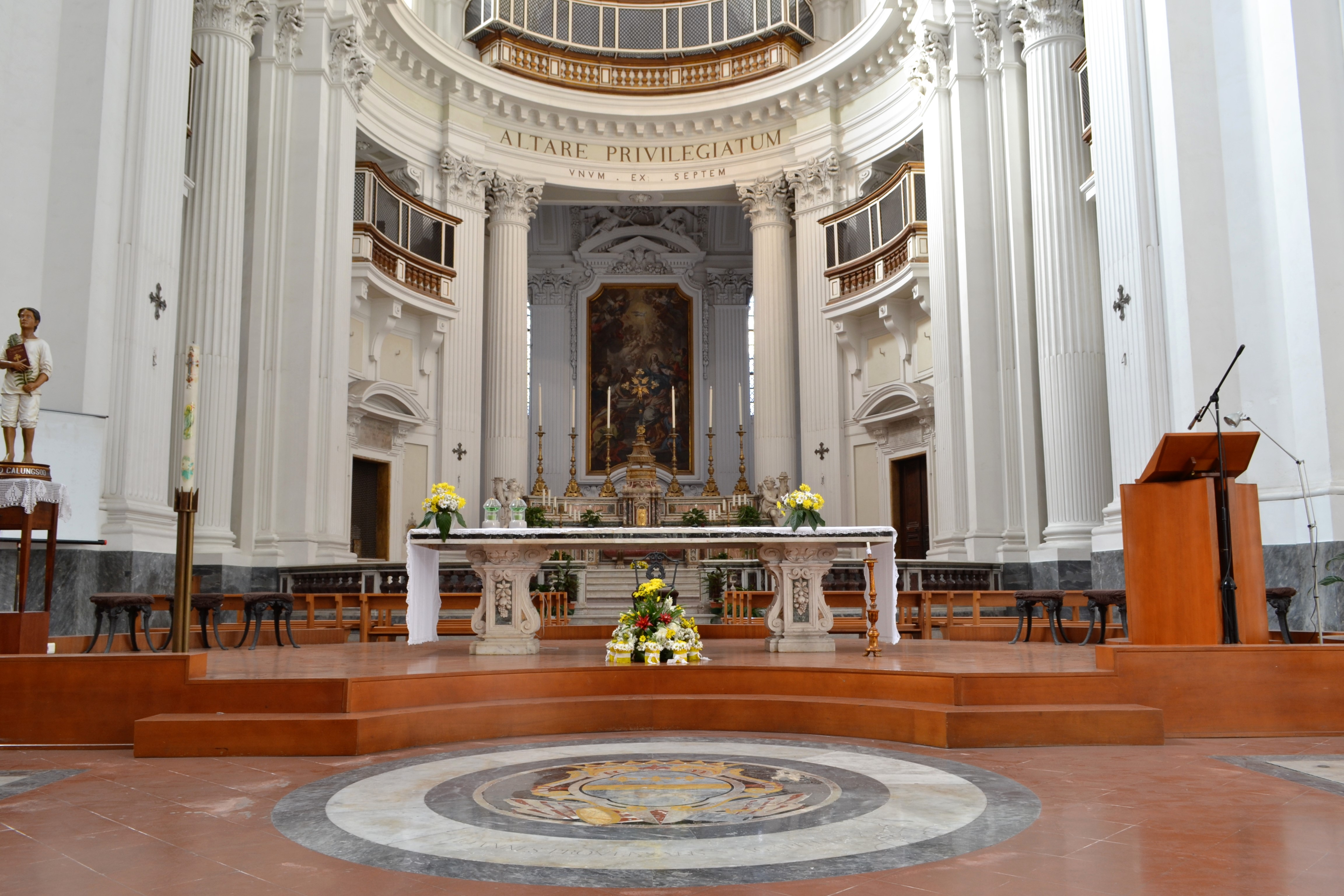
Altare maggiore

L'interno è formato da un'unica vasta navata lunga 80 metri, con transetto, tribuna e dieci cappelle laterali (cinque per lato). Alla destra e alla sinistra dell'ingresso sono collocati rispettivamente i due monumenti funebri ad Ambrogio Salvio e Paolo Spinelli, entrambi eseguiti da Michelangelo Naccherino. La navata, spoglia di ogni elemento decorativo sulla volta e sulle pareti, è resa oltremodo solenne da quattordici grandi colonne corinzie che rimarcano il gusto vanvitelliano della basilica della Santissima Annunziata Maggiore; in prossimità dell'ingresso sono invece due acquasantiere databili a cavallo tra Cinque-Seicento. Anche la cupola è priva di qualsiasi motivo pittorico-decorativo all'interno, in quanto durante la fase di rifacimento della stessa ad opera di Mario Gioffredo i precedenti cicli di Luigi Rodriguez e Giovanni Bernardo Azzolino furono persi. Quest'ultima, posta su un altro tamburo, dona maestosità alla struttura. L'altezza della basilica supera i 70 metri.
Il presbiterio si compone di un altare maggiore del 1773 di Antonio di Lucca che rifece quello disegnato da Andrea Falcone, che presenta decorazioni con sculture di Paolo Persico del 1774 e alle cui spalle, nella zona absidale, insiste una tela sulla Pentecoste di Francesco De Mura. Lungo la parete presbiteriale è inoltre l'ingresso alla sacrestia, progettata e interamente eseguita da Tagliacozzi Canale nelle sue parti: sono qui presenti un altare maggiore, alle pareti mobilia settecentesca, tele dello stesso secolo di Nicola Cacciapuoti e infine un pavimento in cotto e maioliche.
Il transetto è privo di cappelle e presenta invece nelle pareti frontali dei bracci due grandi altari marmorei, sui quali a destra è la pala di Fedele Fischetti della Madonna e santi del 1773 e a sinistra l'Assunzione di Francesco Celebrano ancora del 1773, dove entro una nicchia retrostante è collocata inoltre la Madonna, santi e Pentecoste di Fabrizio Santafede.
Le cappelle laterali vedono al loro interno opere della scuola napoletana del Sei-Settecento. La quinta cappella di destra vede una Madonna con i santi Francesco d'Assisi e Francesco di Paola eseguita da Girolamo Imparato nel 1598 e una settecentesca Assunzione di Nicola Cacciapuoti. Le cappelle di sinistra conservano invece nella prima una Purificazione del 1760 nella parete frontale e in quelle laterali la Caduta di Simon Mago e la Conversione di San Paolo datate 1759, tutte opere di Fedele Fischetti. La quarta cappella (di proprietà della famiglia Riccardi) è decorata in marmi commessi di inizio Seicento da Costantino Marasi; alla parete centrale è la Madonna del Soccorso di Fabrizio Santafede, a quella sinistra è invece addossata la tomba di Cesare Riccardo di Michelangelo Naccherino. La quinta cappella conserva un Battesimo di Cristo di Pietro Torres e un'Annunciazione di Giovanni Vincenzo da Forlì del 1602. Tra gli altri elementi decorativi delle cappelle laterali ci sono infine anche opere di Matteo Bottiglieri, che fu attivo nella basilica con il busto di Ferdinando Cammarota, di Tommaso de Rosa, che compì un Martirio di sant'Erasmo, e infine di Orazio Frezza, che eseguì il Congedo di Cristo dalla madre (post 1691).